# Спиридон (Романов)
Архиепи́скоп Спиридо́н (укр. єпископ Спиридон; в миру Андрей Владимирович Романов, укр. Андрій Володимирович Романов; род. 23 июня 1980 года, Загорск, Московская область, РСФСР, СССР) — архиерей Украинской православной церкви (Московского патриархата). Архиепископ Вишневский, викарий Киевской епархии (с 2019 года).

## Биография
Андрей Владимирович Романов родился 23 июня 1980 года в Загорске (ныне Сергиев Посад) Московской области в семье священника. Учился в средней школе № 22 Сергиева Посада, а затем, в 1992—1996 годах, — в Нью-Йорке, куда его отец был назначен настоятелем Николаевского патриаршего собора, — в средней школе при Постоянном представительстве России при ООН.
В 1997—2000 годах учился в Киевской духовной семинарии, затем — в Киевской духовной академии, которую окончил в 2004 году со степенью кандидата богословия.
В 1997—2010 годах был певчим в Ильинской церкви в Киеве. В 1998—2000 годах работал в Синодальном отделе благотворительности и социального служения Украинской православной церкви (Московского патриархата). В 2005—2007 годах исполнял обязанности референта митрополита Киевского и всея Украины Владимира (Сабодана), а также был сотрудником Отдела внешних церковных связей Украинской православной церкви.
В 2006—2007 годах учился в Экуменическом институте Боссэ в Швейцарии.
В 2007—2010 годах работал в Киевской духовной академии и семинарии помощником ректора — архиепископа Антония (Паканича) — и преподавателем.
14 октября 2010 года митрополитом Владимиром (Сабоданом) рукоположен в сан диакона и назначен штатным клириком Ильинского храма. В 2010—2012 годах исполнял обязанности секретаря благочинного Киева протоиерея Виталия Косовского.
3 августа 2012 года архиепископом Антонием (Паканичем) рукоположен в сан иерея.
В 2012 году — секретарь первого викария Киевской митрополии. С 24 октября 2012 года — настоятель храма Феодосия Черниговского в Шевченковском районе Киева. 19 декабря 2013 года митрополитом Владимиром (Сабоданом) возведён в сан протоиерея.
25 декабря 2015 года принял монашеский постриг, который был совершён митрополитом Онуфрием (Березовским) в храме преподобного Феодосия Печерского в Дальних пещерах Киево-Печерской лавры; при этом наречён именем в честь святителя Спиридона Тримифунтского. 27 августа 2017 года возведён митрополитом Онуфрием (Березовским) в сан архимандрита.

## Архиерейство
6 декабря 2019 года решением Священного синода Украинской православной церкви избран епископом Вишневским, викарием Киевской митрополии. 
7 декабря 2019 года в Киеве состоялось наречение во епископа Вишневского, викария Киевской митрополии.
Архиерейская хиротония епископа Спиридона состоялась 13 декабря 2019 года в храмовом комплексе Рождества Христова в Березняках; её совершили: митрополит Киевский и всея Украины Онуфрий (Березовский), митрополит Вышгородский и Чернобыльский Павел (Лебедь), митрополит Бориспольский и Броварской Антоний (Паканич), митрополит Святогорский Арсений (Яковенко), митрополит Нежинский и Прилукский Климент (Вечеря), архиепископ Боярский Феодосий (Снигирёв), архиепископ Фастовский Дамиан (Давыдов), епископ Васильковский Николай (Почтовый), епископ Гостомельский Тихон (Софийчук), епископ Барышевский Виктор (Коцаба), епископ Белогородский Сильвестр (Стойчев), епископ Переяслав-Хмельницкий Дионисий (Пилипчук).
2 июня 2020 года Указом Блаженнейшего Митрополита Киевского и всея Украины Онуфрия назначен на должность управляющего Васильковским викариатством Киевской епархии УПЦ.
17 августа 2024 года возведён в сан архиепископа.